# Fulrada carpasella
Fulrada carpasella är en fjärilsart som beskrevs av William Schaus 1923. Fulrada carpasella ingår i släktet Fulrada och familjen mott. Inga underarter finns listade i Catalogue of Life.